# Voiture funéraire
Des voitures funéraires ont été utilisées pour transporter les cadavres par voie ferrée au XIXe siècle. Le chemin de fer permet d'accélérer le transport des corps par rapport aux transports par charrette ou par bateau. Ce mode de transport est essentiellement utilisé par les familles bourgeoises ou de la noblesse qui souhaitent se faire inhumer dans un caveau familial alors qu'elles résident loin de leur terre natale. La voiture comprenait généralement un compartiment funéraire, un compartiment de première classe pour la famille, et un compartiment de deuxième classe pour les domestiques. Ces voitures disparaissent entre 1912 et 1922, remplacées par des véhicules automobiles.
Chaque grande compagnie de chemin de fer avait donc alors son parc de voitures funéraires.